# Casa Alsina Roig
Casa Alsina Roig és una casa de Canet de Mar (Maresme) protegida com a bé cultural d'interès local.

## Descripció
Es tracta d'un edifici cantoner que consta de planta baixa i dues plantes pis, amb un pati al costat sud. Les plantes de l'immoble queden ben diferenciades gràcies a la diversitat de materials emprats: pedra, estucat i estucat simulant obra vista. Destaca just a la cantonada del primer pis la tribuna que continua amb un balcó corregut amb una barana treballada.
El terrat consta d'un ràfec que sobresurt respecte de la façana i està coronat per un element ornamental que emfatitza la cantonada.
A l'interior de l'edifici hi ha motllures i pintures als sostres. L'escala central té graons de marbre fins a la primera planta i barana de ferro colat.

## Història
El projecte de l'edifici era per a residència unifamiliar però actualment s'ha convertit en llar d'infants de la fàbrica Enric Jover i Cia.
L'arquitecte Eduard Ferrés i Puig és autor de vil·la Florida, l'escorxador i el panteó de la família Busquets al Cementiri Municipal.